# Geologie und Paläontologie in Westfalen
Geologie und Paläontologie in Westfalen ist der Titel einer wissenschaftlichen Schriftenreihe, die vom LWL-Museum für Naturkunde in Münster herausgegeben wird (ISSN 0176-148X). Die erste Ausgabe erschien 1983. Heft 88, das bislang jüngste dieser Schriftenreihe, erschien 2016. Schriftleiter ist Achim H. Schwermann.
Inhalt der Reihe sind neue Erkenntnisse der Paläontologischen Bodendenkmalpflege in Westfalen-Lippe und die Auseinandersetzung mit allen in dieser Region vorkommenden fossilen Organismengruppen.
Die Reihe ist inzwischen vollständig digitalisiert.